# Rákosy Zoltán
Rákosy Zoltán (Sepsiszentgyörgy, 1910. február 23. – Budapest, 1971. május 24.) magyar festő.

## Életútja
Rákosy József és Neubauer Julianna fia. 1928 és 1933 között a budapesti Képzőművészeti Főiskola hallgatója volt, ahol Vaszary Jánostól és Kandó Lászlótól tanult. Kecskeméten Révész Imrétől tanult. Tanulmányai befejezését követően ugyanezen a főiskolán volt Kandó László tanársegéde 1937-ig, majd egy évvel később ösztöndíjjal Olaszországban járt. 1939-től 1949-ig több középiskolában (Debrecen, Szentendre, Máramarossziget, Kisújszállás, Budapest) tanított, majd 1949-től egészen haláláig a budapesti Iparművészeti Főiskola tanára volt. 1938-tól állított ki. Kezdetben portrékat készített, pl. Domanovszky Endre (Magyar Nemzeti Galéria); Marx (Munkásmozgalmi Múzeum), majd áttért a dekoratív, monumentális falképek festésére (Komlói Postaigazgatóság–pannó, Újpesti lakótelep–sgraffito, Bp., Magyar Államvasutak igazgatósága–sgraffito; Ózd, Szakszervezeti Társadalombiztosítási Központ (SZTK) Rendelőintézete–sgraffito; Fóti gyermekváros–freskó; Újpesti Munkásotthon-freskó; Debreceni Szociális Otthon–sgraffito). Művészetpedagógiai munkássága is számottevő.

## Válogatott csoportos kiállításai
- 1950 • 1. Magyar Képzőművészeti kiállítás, Műcsarnok, Budapest
- 1951 • Magyar katona a szabadságért, Fővárosi Képtár, Budapest
- 1952 • 3. Magyar Képzőművészeti kiállítás, Műcsarnok, Budapest
- 1955 • Képzőművészetünk tíz éve, Műcsarnok, Budapest

## Művei közgyűjteményekben
- Magyar Nemzeti Galéria, Budapest